# 昆曲

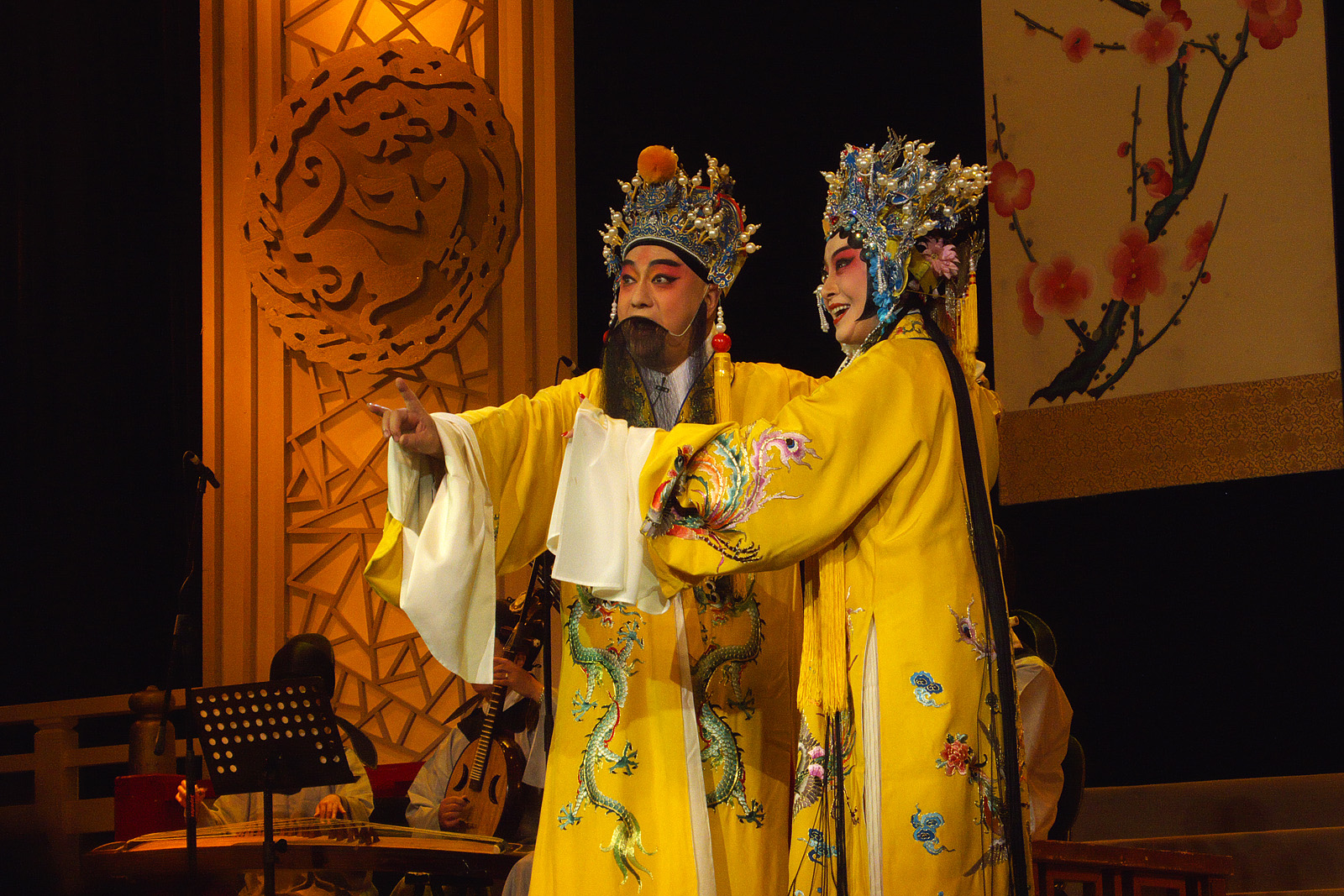
張靜嫻和蔡正仁演出《長生殿》劇照

昆曲是中國戲曲的劇種之一，发源於元末明初的苏州府崑山縣（今江苏省苏州市昆山市巴城鎮），起初流行於江南一帶，而後風靡全國；盛清時，上至宮廷貴族、下至販夫走卒皆熱愛崑曲。有俗諺云：「家家『收拾起』，戶戶『不提防』」，即反映當時崑曲廣為普及且深入人心的程度。
昆曲以曲唱為中心，唱念使用之語音為「中州韻」，主要以曲笛、鼓、板等樂器伴奏，風格纏綿婉轉細膩，故又有「水磨腔」之雅稱。其舞臺演出形式亦稱「崑劇」，因表演手段豐富、身段具備高度舞蹈性，與唱腔、曲詞扣合得嚴絲合縫，形成精緻的藝術規範，影響所有後出之地方劇種，故素有「百戲之母」之稱。

## 历史

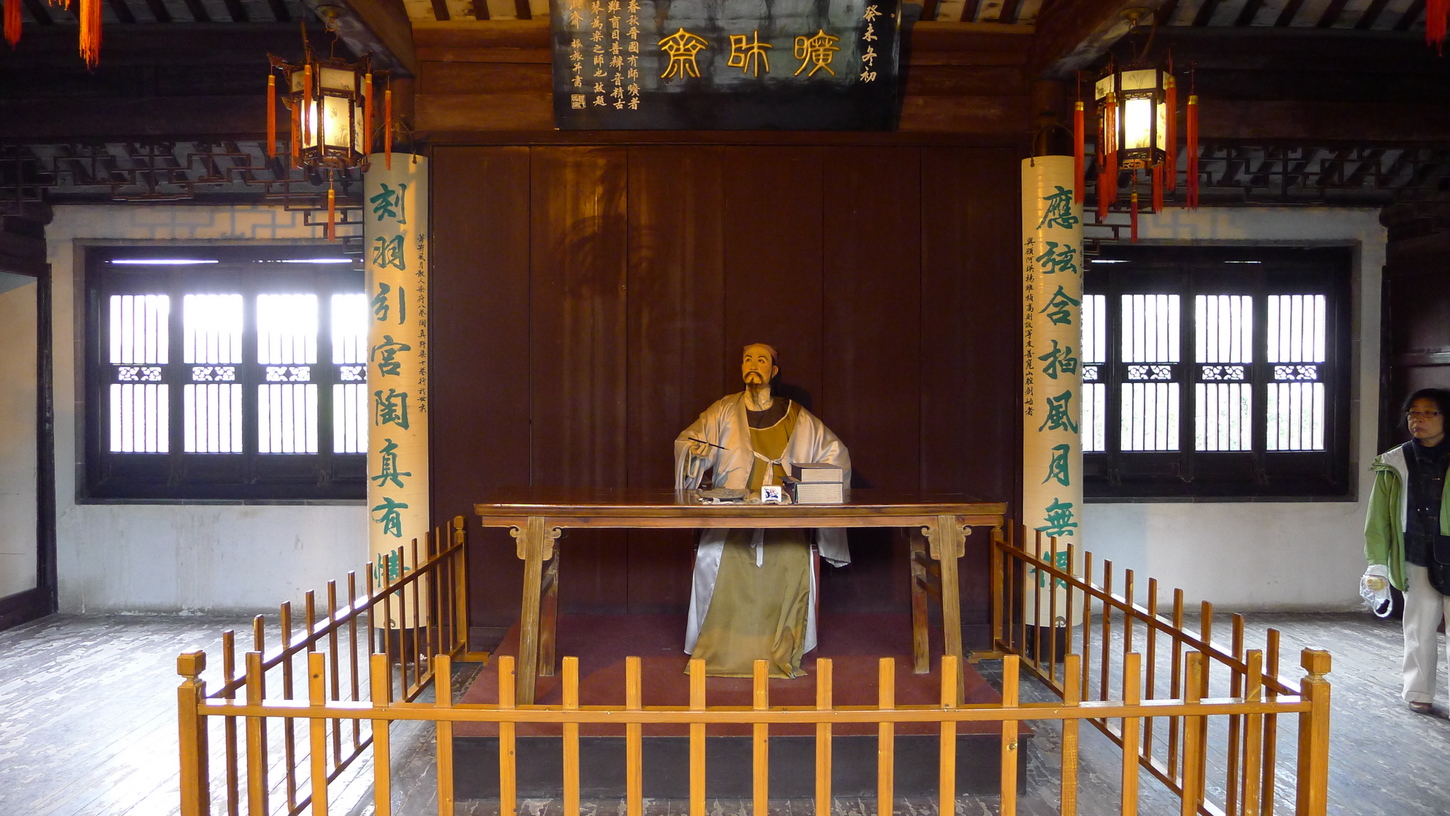
昆山腔创始人顾坚像

昆曲源自南戲的昆山腔。家居昆山附近的顧堅被譽為昆曲之创始人。顾坚其人首見于1960年发现的魏良辅《南词引正》一书，按此書：“腔有数样，纷纭不类，各方风气所限，有昆山、海盐、余姚、杭州、弋阳……惟昆山为正声，乃唐玄宗时黄番绰所传。元朝有顾坚者，虽离昆山三十里，居千墩，精于南辞，善作古赋。擴廓帖木兒闻其善歌，屡招不屈。与杨铁笛、顾阿瑛、倪元镇为友，自号风月散人。其著有《陶真野集》十卷、《风月散人乐府》八卷，行于世，善发南曲之奥，故国初有‘昆山腔’之称”。
高則誠的《琵琶記》號稱“曲祖”，他與顾阿瑛也有來往，因此《琵琶記》也採用昆山腔來演唱:44。朱元璋很欣賞高則誠的才能，曾說：“五經四書。布帛菽粟也，家家皆有。高明《琵琶記》如山珍海錯，富貴家不可無”:48。
不過早期的昆山腔“不叶宫调，亦罕节奏”，直到正德、嘉靖年间魏良辅改良之后才真正地成为昆曲。魏良辅早年鑽研北曲，但未有成就，因此轉攻南曲。在太倉，他與北曲家張野塘等人合作，改良崑山腔，采用中州韵，依字行腔，「调用水磨，拍捱冷板」，使崑腔發揮其細膩婉轉的特色，因之有「水磨調」、「水磨腔」之稱。而後通過梁辰魚《浣纱记》流傳開來，崑腔始风行大江南北:57-62。原先為其它聲腔創作的傳奇，而後改用崑腔演唱的，如李開先的《寶劍記》。
明嘉靖至清乾隆之間二百多年乃崑曲全盛時期:73。家班在明朝就已出現，其中最多的是女童組成的“女樂家班”，其次還有男童組成的“優童家班”和職業伶人組成的“梨園家班”:88。作品方面，繼《浣紗記》之後出現了《鳴鳳記》、《牡丹亭》、《義俠記》、《玉簪記》、《嬌紅記》、《燕子箋》、《清忠譜》、《風箏誤》、《長生殿》和《桃花扇》等名作:74。此外，昆曲批評著作《曲品》（呂天成）和《遠山堂曲品》（祁彪佳）也相繼問世:80。演唱風格上，乾隆時期昆曲家葉堂的「葉派唱口」影響尤其深遠。此后花部兴起，以昆曲为代表的雅部逐渐退出歷史舞台。然薪尽火传，民间曲社唱曲活动绵延不绝，成为保存曲唱傳統的主力。崑曲教學讲究「口传心授」，民国时期成立的昆劇傳習所的「传」字辈学员尚可演出四百多齣折子戲。吳梅還曾把昆曲帶入大學，使其成為正式科目。但由于战乱和政局动荡，艺随人亡，今日传统剧目的数量急剧减少，保存與傳承成为当务之急。
1949年中华人民共和国成立时，昆剧已经枯萎到濒临绝种，仅存的国风昆剧团（浙江昆苏剧团的前身）流落沪杭一带，已经奄奄一息，只能靠纸糊的戏装演戏。新中国成立后，昆剧这一古老的剧种步入复兴时期。　　 
1956年，浙江昆苏剧团（今浙江崑劇團）根据传奇《双熊梦》改编为《十五贯》，1956年4月17日在中南海怀仁堂演出，毛泽东、周恩来等观看。毛泽东看到舞台上那个官僚周忱（江南巡抚）夸奖草菅人命的无锡知县过于执是“国家良臣”，诬蔑苏州知府况钟搞调查研究是“节外生枝”，自诩“一生唯谨慎，从来不逾常规”时，毛泽东笑指周忱说：“他不逾常规常矩！”演出结束后周恩来说：「你们浙江做了一件好事，一齣戲救活了一个剧种。《十五贯》有丰富的人民性和相当高的艺术性。」毛泽东在当天的一次中央会议上插话说：《十五贯》应该到处演，戏里边那些形象我们这里也是很多的；过于执，在中国可以找出不少。1956年4月25日毛泽东在中直礼堂再度观看《十五贯》，并指出：《十五贯》是个好戏，全国各剧种有条件的都要演《十五贯》；这个戏全国都要看，特别是公安部门要看。1956年5月17日，周恩来在文化部、中国戏剧家协会召开的昆剧《十五贯》座谈会上作了约1小时的长篇讲话，对昆剧艺术和浙江昆苏剧团的演出给予很高的评价。1956年5月18日，《人民日報》头版头条通栏發表《從“一齣戲救活了一個劇種”談起》的社論并配发大幅剧照。《十五贯》在北京的四十六場連演，觀眾高達七萬人次，以其高度的藝術性轟動京城，以致北京出现“满城争说《十五贯》”的热潮。1956年《十五貫》被攝製成彩色戲曲藝術影片。劇本被收入《戲曲選》第1卷(1958)與《中國地方戲曲集成·浙江省卷》(1959)。京劇版的《十五貫》由辜懷群、李寶春改編。随后，浙江、上海、江苏和北京以及湖南等地的昆剧团相继成立，令衰落的昆剧艺术再逢生机，發发一連串抢救崑曲的文化活動，並重新整頓了崑曲的剧团体制和人事制度。
2001年，昆曲被联合国教育、科学及文化组织列入「人类口述和非物质遗产代表作名录」。

## 家門劃分
崑曲角色以生、旦、净、末、丑、外、贴七個家門為基礎，其中又有更細膩之劃分：「生」又分為巾生、官生、窮生、雉尾生；「旦」分有正旦、刺殺旦（四旦）、閨門旦（五旦）、貼旦（六旦）、老旦、武旦等；淨和丑分有大面、白面、二面、小面等。而後七「家門」又細分為「江湖十二角色」，意指具備此十二個家門之演員，即可成立戲班闖蕩江湖了。清嘉慶、道光年間，崑曲角色行當又發展為更加豐富的「二十家門」。

## 曲唱

### 曲韻
古代的文人、曲家，在曲唱審美上，除了追求文字、樂音兼美，更發現二者之間存在緊密的關係，如南朝文人蕭子顯言及「宮商之聲有五，文字之別累萬。以累萬之繁，配五音之約，高昂低下，非思力所舉。」清代曲家徐大椿提到「若字不清，則音調雖和，而動人不易。」這種關係是意境表現的關鍵，因此，在極致的追求下，文字的聲韻須與樂音相應，且兩者兼美。如魏良輔所提「平上去入，逐一考究，務得正中，如或苟且舛誤，聲調字乖，雖具繞樑，終不足取。」基於這樣的美學，自唐宋以來，聲韻學便與曲唱理論相結合，到元、明、清三代尤甚，如元代散曲作家周德清為制曲而編《中原音韻》，明、清曲家則以此為基礎，做了許多理論的修訂與補充，如王文璧《中洲音韻》、范善溱《中洲全韻》、周昂《增訂中洲全韻》和沈乘麐《韻學驪珠》。其中，《韻學驪珠》成為明清曲韻規範的經典，也就是崑曲唱念所用「中州韻」的來源。

### 字音延展
崑曲的曲唱，會將每一字的字音延展開來，依序呈現出聲、轉聲、收聲之美。其唱法要領，可用「天」字為例加以說明。依照漢字的反切，天字可用「梯」（字頭）、「煙」（字腹、字尾）二字相拚，故先以字頭梯出聲，出聲時留意噴發的勁道與嘴型的準確。接著以字腹（音同「衣」）轉聲，過程中儘管歌聲高低起伏，仍維持口型固定，以確保字腹不受影響。然後歸韻，即由字腹轉移到字尾，完成煙字，過程中掌控好口腔形變與共鳴的配合。最後收聲，如同書法，以特定勁道作結。因曲風、節奏的多樣，唱者會根據字腹字尾的音色明暗，作彈性處理，有時先歸韻再以字尾轉聲。

## 念白
崑曲念白的重要性和難度並不低於曲唱，如李漁曾提到「吾觀梨園之中，善唱曲者，十中必有二三；工說白者，百中僅可一二。」其實，從發聲原理來看，將字的發音過程延展開來，就會得到類似歌聲的聲音起伏，即「歌之為言，長言之也。是以念白與曲唱之間並非涇渭分明，前者同後者一樣具有音樂的性質，特別是在崑曲的規範下，念白的音樂性，得到更進一步深化，竟與曲唱並肩，相互輝映。只是因其細緻繁複，難以形諸文字而載於樂譜中，也就容易被忽略。說明如下：

### 念白的音域
崑曲念白追求清麗明亮，攝人心魄，隨著人物的心境起伏，情緒濃烈的字音還要鏗鏘有力，所以和曲唱一樣，依賴良好的嗓音（唱工），以達到一定的音高與力度。根據對生旦代表性劇目的研究，崑曲念白除了音高明顯高於正常說話，其音域之廣，為一般歌唱音域的兩倍。而崑曲要求的字字鏗鏘，則反映在單個字音的音高大幅變化，其甚者所跨音域，皆超過絕大多數情況的歌唱音域，為相當劇烈的音高變化。

### 念白的抑揚頓挫
崑曲的「四聲」是念白的核心，指的是「中州韻」字音的四種走勢，包含字音的高低、長短、輕重等，同時還兼具初步的表意功能，如平聲字念來平穩，情緒安定；上聲字向上挑起，情緒高漲；去聲字先下落再彎向上，情緒轉折；入聲字出口即斷，有提點作用。如此，以平仄合宜的文句，配合四聲之念白，足可形成基本的音樂框架。
在四聲的音樂框架上，要靈活運用抑揚頓挫的手法，進一步提高音樂性。首先根據文辭內容，分字之主客，主要的字，聲高而氣長，陪襯的字，聲低而急忙帶過。然後追求高低相錯、緩急得宜的均衡之美。以上場詩四句為例，念至第三句時可以聲低而快作為轉折，至第四句再聲高而長，呈現結尾的氣勢。在實踐中，為了聲律諧和，或是更好地表現文辭的意境，會將四聲改調而念，但此法不宜多用，且改調限定近似之音，以免影響聽者辨義。至此，念白字音的高低、長短、輕重之法大略可知，然而頓挫之法，即何處當聯，何處當斷，被認為蘊含了更深層的美學，難以數言闡明。

### 念白與曲唱的關係
崑曲念白除了本身的美感外，與曲唱兩者交替呈現，又可形成另一種美學，來自於相生的手法。從形式上來看，「綿延」的曲唱與「頓挫」的念白形成音色對比，故可陰陽相生，互相調和。從文辭上來看，念白往往到某一佳句，引起無限曲情，也就順勢進入曲唱，又或者因曲唱之唱詞深情凝鍊，引出無限話語，故曲唱與念白相互觸發。如此相生關係，自然要求兩者具有同樣的美學高度，如李漁所評「賓白一道，當與曲文等視，有最得意之曲文，即當有最得意之賓白。」

## 文武場
「文武場」即戲曲的伴奏樂隊。「文場」指管絃樂器，負責襯托演員唱腔；「武場」指打擊樂，負責掌控音樂和戲劇節奏。
崑曲文場主要採笛、笙、簫、提琴、嗩吶、三弦、琵琶，武場則有鼓、板、鑼、鐃鈸等樂器。

## 地方派别
不同地域的崑腔，受到在地音樂、戲曲影響，而呈現不一樣的風格。现存的昆曲地方風格大約可分為四種：
- 南昆：流行于長三角地區，柔婉缠绵，抒情性强。
- 北昆：流行于北京，兼唱高腔，激越豪壮，慷慨悲歌。
- 湘昆：流行于湖南郴州，深受当地祁剧、湘剧音乐影响，富有地方色彩。
- 永昆：流行于浙江温州（古称永嘉），继承早期昆曲简洁、古朴、明快的风格。

## 演出團體

### 中國大陸
中国现有專業崑曲劇團包含上海之上海崑劇團、南京之江蘇省演藝集團崑劇院、蘇州之江苏省苏州昆剧院（原江苏省苏崑剧团，2001年更名）、杭州之浙江崑劇團（另與浙江京劇團合組為浙江京崑藝術劇院）、北京之北方崑曲劇院、郴州之湖南省崑剧團等，另有永嘉之永嘉崑曲传习所，並称为「六团（院）一所」。此外還有2015年新成立的崑山當代崑劇院。

### 臺灣
在臺灣，由公部門設立之國光劇團以及復興京劇團不時上演崑劇劇目。民間劇團組織、曲會活動亦十分興盛，如：風城崑劇團、臺灣崑劇團、二分之一Q劇場、蘭庭崑劇團、水磨曲集崑劇團、拾翠坊崑劇團、台北崑劇團、東寧雅集、台灣崑劇院、大音雅集、傳承戲曲藝術劇坊、詠風劇坊、同期曲會（又稱「大同期」）、蓬瀛曲集（又稱「小同期」）、台北崑曲研習社等；大專院校現存之學生崑曲社團包含臺大崑曲社、師大崑曲社、成大國劇社、東吳大學雙溪崑曲清唱雅集、臺北醫學大學崑曲社等，皆有定期教學課程及公開演出。此外，中央大學設有崑曲博物館，並自2021年起每年舉辦全國大學京崑聯演。

### 海外
日本亦有崑曲組織日本崑劇之友社，美國則有紐約海外崑曲研習社、美西崑曲研究社、崑曲藝術研習社等。

## 相關典籍
崑曲音樂具有「南曲」與「北曲」之分，南曲用韻遵《洪武正韻》，北曲則遵《中原音韻》。
崑曲記譜方式乃傳統「工尺譜」，曲唱名家多著有曲譜，如《納書楹曲譜》、《遏雲閣曲譜》、《六也曲譜》、《崑曲大全》、《集成曲譜》、《粟廬曲譜》等。
清代張照所編的大規模宮廷戲，有《勸善金科》（目連救母）、《昇平寶筏》（西遊記）、《鼎峙春秋》（三國）、《忠義璇圖》（水滸傳）等。